# Trawlery typu B 23

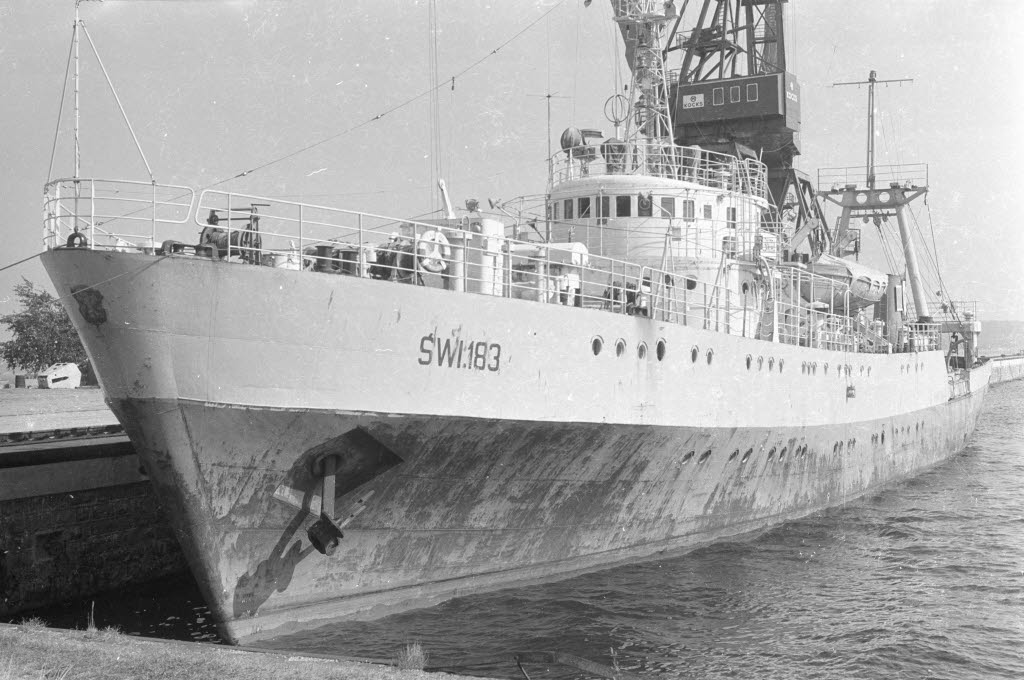
„Albakora”

Trawlery typu B 23 – polskie motorowe (silnik spalinowy z przekładnią, śruba nastawna) trawlery-zamrażalnie wyprodukowane w latach 1963–1965 przez Stocznię im. Komuny Paryskiej (Gdynia) w liczbie 12 sztuk dla przedsiębiorstwa Odra w Świnoujściu i dla Gryfa w Szczecinie.
Wszystkie jednostki dokonywały połowów z rufy. Tonaż jednostek wynosił 1374–1377 RT brutto, długość 63,83–63,84 m, moc maszyn 1600 KM, a rozwijana prędkość dochodziła do 13,5–14 węzłów. Statki zaprojektowano z myślą o połowach na Morzu Północnym i Norweskim, ale ostatecznie działały głównie na szelfie Afryki, północno-zachodnim Atlantyku i sporadycznie na Morzu Północnym. 
Kolejno oddawano do użytku następujące jednostki (nazwy reprezentowały głównie pochodzenie ichtiologiczne): Barwena, Granik, Albakora, Barakuda, Barbata, Belona, Dorada (1963), Murena, Ramada, Tarpon, Tasergal (1964), Konger (1965).